# Pyskowice Miasto
Pyskowice Miasto – nieczynna stacja kolejowa w Pyskowicach, w województwie śląskim, w Polsce.

## Odbudowa
W listopadzie 2023 PKP Polskie Linie Kolejowe podpisały umowę na projekt odbudowy stacji (obejmujący peron o długości 200 m z dojściem od ul. Szpitalnej, wyposażony w wiatę, ławki, tablice informacyjne, gabloty z rozkładem jazdy i stojaki rowerowe) oraz odbudowy linii kolejowej nr 198.